# 黑尾前肛鰻
黑尾前肛鰻，為輻鰭魚綱鰻鱺目通鰓鰻科的其中一個種。

## 分布
本魚分布於台灣西南海域。

## 特徵
本魚無鱗，具有胸鰭。上頜較下頜長。前上頜骨齒2枚。上下頜骨齒形成齒帶，齒帶內側各有一列較大的齒列。鋤骨齒5枚。前上頜骨齒與鋤骨齒為複合齒，每一枚複合齒之基部有一小丘狀組織。背鰭起於胸鰭基部之上。脊椎骨數137。體長為體高的20.1倍；尾長為頭與軀幹的6.8倍；頭長為吻長的6倍；吻長為眼徑的1.7倍。肛門至鰓裂的距離小於頭長。舌固定。口裂超過眼之後緣。眼小，背鰭、臀鰭低，與尾鰭相連。體淡色，背鰭、臀鰭為白色；尾鰭黑色。體長可達23.7公分。

## 生態
屬於底棲魚類，在100至400公尺深之海底生活，以小型魚類、甲殼類及軟體動物為食。

## 經濟利用
數量少，不具經濟價值。

## 外部連結
- 黑尾前肛鰻的圖片